# Achy, Oise

Achy este o comună în departamentul Oise, Franța. În 1 ianuarie 2022 avea o populație de 406 de locuitori.